# Mi Libertad (álbum)
Mi Libertad es el quinto álbum de estudio en la carrera de solista de Frankie Ruiz, lanzado el año 1992 bajo el sello Rodven Records. Este trabajo musical es el regreso de Frankie Ruiz a los estudios de grabación luego de su estadía en prisión. La mayoría de las canciones presentes en el álbum cuentan con un gran contenido social y también relatan su estadía en prisión. 

## Historia
El miércoles 29 de abril de 1992, Frankie Ruiz salió de prisión e inmediatamente viajó al estudio de su productor Vinny Urrutia, V.U. Recordings Studios en Carolina, Puerto Rico. Dos meses después se publicó el álbum Mi Libertad, con canciones que relatan su estadía en prisión. Este trabajo musical fue muy publicitado debido a que era el regreso de Frankie a los estudios de grabación luego de pasar una corta estadía en prisión. El álbum salió en el año 1992 y estuvo en el Top 5 de la lista de éxitos musicales Billboard en la categoría Tropical/Salsa.

## Dedicatoria
Dedico este disco a mi querida familia, a mi pueblo y muy especialmente a mi gente de adentro. A toda la juventud en general... debemos fijar metas en la vida y luchar con tesón para alcanzarlas, se presentarán obstáculos pero con nuestra mente bien clara y positiva lograremos salvarnos y continuar hacia adelante, no dejen que nada tronche sus vidas, a los que por una u otra razón no hayan tenido la oportunidad de desarrollarse como ciudadanos de provecho a la comunidad, les exhorto a superarse.                    

Piensa que hoy es tu día para luchar, vencer, reparar y amar. 
Les quiere Frankie Ruiz
Dedicatoria de Frankie Ruiz en la contraportada del álbum Mi Libertad.

## Lista de canciones
El disco estuvo separados en Lado A (con los primeros cuatro temas) y Lado B (con los cuatro temas restantes).

| N.º | Título                                                               | Compositor(es)                    | Duración |  |
| 1.  | «Mi Libertad» (Arreglos musicales por: Cuto Soto)                    | Pedro Azael / Lali Carrizo        | 4:24     |  |
| 2.  | «Esta Vez Si Voy Pa' Encima» (Arreglos musicales por: Willie Sotelo) | Peter Velasquez                   | 4:54     |  |
| 3.  | «No Supiste Esperar» (Arreglos musicales por: Ricky Rodríguez)       | Gloria González                   | 4:46     |  |
| 4.  | «Otra Vez» (Arreglos musicales por: Louis García)                    | Carlos De La Cima / Vinny Urrutia | 4:49     |  |
| 5.  | «Voy A Estrenar» (Arreglos musicales por: Ricky Rodríguez)           | Ricardo Vizuette                  | 4:46     |  |
| 6.  | «Bailando» (Arreglos musicales por: Ramón Sánchez)                   | Cheín García Alonso               | 4:58     |  |
| 7.  | «Ella Tiene Que Saber» (Arreglos musicales por: Cuto Soto)           | Juan Cintrón                      | 4:11     |  |
| 8.  | «Quién Es Tu Amigo?» (Arreglos musicales por: Louis García)          | Rafael Álvarez Rodríguez          | 4:46     |  |

## Ranking Billboard
| U.S. Billboard Albums |                                   |          |
| Año                   | Chart (Lista de éxitos musicales) | Posición |
| 1992                  | Tropical/Salsa                    | 2        |

| U.S. Billboard Singles |             |                                   |          |
| Año                    | Canción     | Chart (Lista de éxitos musicales) | Posición |
| 1992                   | Bailando    | Hot Latin Tracks                  | 10       |
| 1992                   | Mi Libertad | Hot Latin Tracks                  | 10       |

## Personal

### Músicos
- Voz - Frankie Ruiz
- Coros - Darvel García Blasco, Domingo Quiñones, Héctor “Pichie” Pérez
- Maracas - Héctor “Pichie” Pérez
- Cuatro puertorriqueño - Máximo Torres (en Mi Libertad)
- Trompetas y Flugelhorn- Luis Aquino, Vicente "Cusi" Castillo, Eddie Feyjoo
- Trombones - Daniel Fuentes, Antonio Vázquez, Carlos T. Soto
- Piano - Luis R. Quevedo
- Bajo - Pedro Pérez Rivera
- Tambores bata (en Esta Vez Si Voy Pa' Encima) - Santiago “Chago” Martínez, Johnny “Little” y José G. Hidalgo
- Bongos - Celso Clemente Jr.
- Congas - Jimmie Morales
- Percusión menor - Héctor “Pichie” Pérez
- Timbales - Santiago "Chago" Martínez

### Créditos
- Productor y Director de grabación - Vinny Urrutia
- Ingeniero de sonido y Mezcla – Vinny Urrutia
- Fotógrafo del disco - Jorge Velázquez
- Coordinadora y Asistente - Iris Pagan
- Peinado - Manos de Ángel
- Diseño y Arte - DRAGO Artistic Designs, Inc.
- Estudios de grabación - V.U. Recordings Studios en Carolina, Puerto Rico